# Sven Hammarquist
Sven Gustav Hammarquist, född den 7 september 1921 i Sundbybergs församling, död där 29 september 1982, var en svensk målare och grafiker.
Sven Hammarquist är känd för sina solna- och Sundbybergsmotiv samt skildringar av det gamla Hagalund. Han har också avbildat många motiv från trakterna kring Kiruna och Jukkasjärvi samt stilleben med motiv från övre Norrbottens nybyggarmiljöer.
Han var autodidakt. År 1970 erhöll han Sundbybergs kulturpris. Hans konst finns på bland annat Sundbybergs museum.

## Utställningar
- Vårsalongen Liljevalchs, Liljevalchs konsthall, Stockholm, 1962, 1963, 1969 och 1970
- Galeri Vallombreuse, Biarritz Frankrike oktober 1970
- Vasagalleriet vid Odenplan, Stockholm
- Privatmiljö vid Strandvägen, Stockholm
- Folkskolan vid Vegagatan, Sundbyberg
- Lilla konstgalleriet, 1951